# Linda Maria Baros

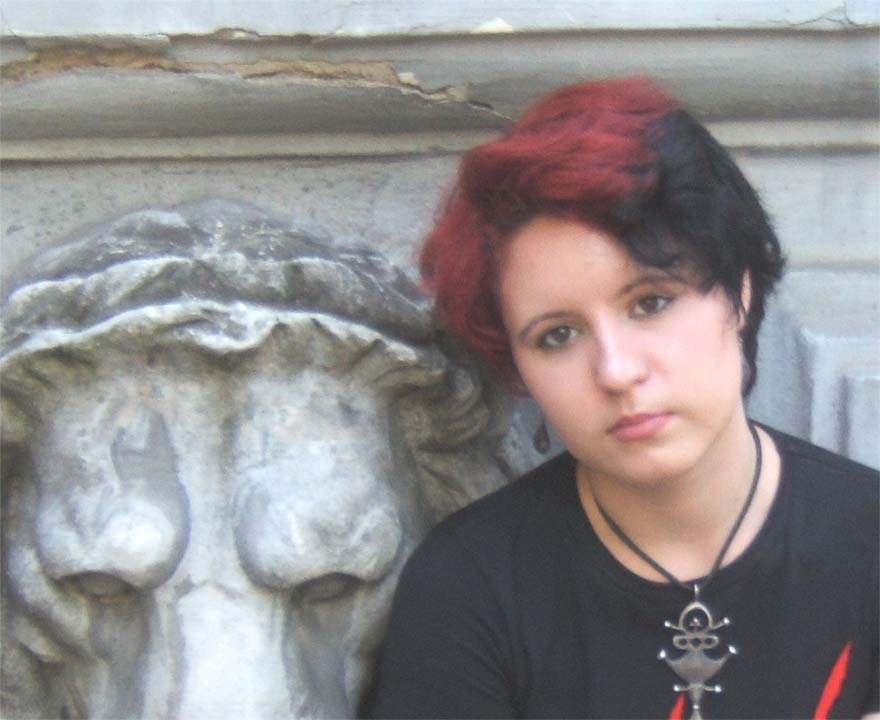
Linda Maria Baros (2006)

Linda Maria Baros (* 6. August 1981 in Bukarest) ist eine rumänische Dichterin, Übersetzerin und Essayistin, die sowohl auf Französisch als auch Rumänisch schreibt. Sie lebt seit vielen Jahren in Paris. Sie wurde im Jahr 2007 mit dem Prix Guillaume Apollinaire ausgezeichnet. Baros ist Dozentin für Vergleichende Literaturwissenschaft an der Universität Paris III (Sorbonne Nouvelle), Jurymitglied und Generalsekretärin des Prix Guillaume Apollinaire sowie Mitglied der Literatenvereinigung Académie Mallarmé.

## Leben und Werk
Baros debütierte 1988 mit einem Gedicht in einer rumänischen Literaturzeitschrift. Sie besuchte das bilinguale (rumänisch-französisch) Gymnasium Școala Centrală in Bukarest und absolvierte ein Schuljahr am Pariser Lycée Victor Duruy. Ab 1998 veröffentlichte sie ihre ersten Übersetzungen, die sowohl in Frankreich als auch in Rumänien ausgezeichnet wurden. Nach dem Abitur ging sie 2000 erneut nach Frankreich und studierte an der Universität Paris IV (Paris-Sorbonne) lettres modernes (moderne Sprachen und Literatur). Ihr erster Gedichtband erschien im Jahr 2001. Ein Jahr später wurde sie das jüngste Mitglied des Rumänischen Schriftstellerverbands. Ihr Studium schloss sie 2003 mit einer Licence, im Jahr darauf mit einer Maîtrise und 2005 einem DEA in vergleichender Literaturwissenschaft ab. Die Abschlussarbeiten – eine über kulinarische Themen im Werk von Guy Goffette, eine über den „Mythos der erotischen Metamorphose“ – wurden jeweils von Pierre Brunel betreut und mit der Note „sehr gut“ bewertet. Das Thema „Mythos der erotischen Metamorphose“ bearbeitete sie weiter im Rahmen ihrer Promotion an der Universität Paris-Sorbonne und der Universität Bukarest, die sie 2011 mit der Bestnote très honorable avec félicitations à l’unanimité du jury abschloss.
Während des Studiums in Paris begann sie auf Französisch zu schreiben und veröffentlichte 2004 und 2006 ihre ersten zwei Gedichtbände. Dafür wurde sie 2004 mit dem Prix de poésie de la vocation und 2007 mit dem Prix Apollinaire ausgezeichnet. In Rumänien gründete sie 2005 die Literaturzeitschrift VERSUs/m. Im selben Jahr initiierte und organisierte sie das Festival Primavara poetilor (Der Dichterfrühling), das in 55 Städten stattfand, und trug seither die Online-Bibliothek Poetarium mit Beiträgen von 150 Dichtern zusammen. Die ebenfalls von Baros gestartete Online-Bibliothek ZOOM enthält Werke von 140 Autoren, die sie übersetzt und veröffentlicht hat. Sie ist seit 2005 Lektorin beim Verlag Éditions du Seuil in Paris. Von 2006 bis 2009 arbeitete sie als Forscherin für das Europäische Zentrum für ethnische Studien der Academia Română. Seit 2006 ist sie Gründungsmitglied der Association des traducteurs de littérature roumaine („Verein der Übersetzer rumänischer Literatur“) und war bis 2010 deren stellvertretende Sekretärin. Im Rahmen der Europäischen Kultursaison 2008 in Paris war Baros Kulturbotschafterin Rumäniens. 
Seit 2009 ist sie stellvertretende Generalsekretärin des Vereins La Nouvelle Pléiade (in Anlehnung an La Pléiade). Im Rahmen des Festivals Voix de la Méditerranée im südfranzösischen Lodève moderiert sie seit 2010 poetische Lesungen und Debatten. Baros wurde 2011 auf Lebenszeit in die Jury des Prix Guillaume Apollinaire gewählt, seit 2014 ist sie die Generalsekretärin der Stiftung, die den renommierten Literaturpreis verleiht. Seit 2011 ist sie Generalsekretärin des Collège de Littérature comparée („Kollegium für Vergleichende Literaturwissenschaft“). Daneben lehrt sie an der Universität Paris III (Sorbonne Nouvelle), seit 2012 mit dem Status einer Maître de conférences (Hochschuldozentin). Seit Mai 2013 ist Baros Herausgeberin der internationalen Zeitschrift für Literatur und visuelle Kunst La traductière, im selben Jahr wurde sie in die literarische Vereinigung Académie Mallarmé berufen. Im Jahr 2014 war sie stellvertretende Leiterin, seit 2015 ist sie selbst Leiterin des Festival franco-anglais de poésie in Paris.
Der französische Dichter Bernard Mazo bezeichnete Baros 2010 als eine wichtige junge Dichterin des 21. Jahrhunderts und „eine der stärksten Stimmen der Gegenwart“.

## Veröffentlichungen
Ihre Gedichte wurden inzwischen in 25 Länder veröffentlicht.

### Gedichte
- L’Autoroute A4 et autres poèmes (Die Autobahn A4 und andere Gedichte), Cheyne éditeur, Frankreich, 2009, ISBN 978-2-84116-147-8.
- La Maison en lames de rasoir (Das Haus aus Rasierklingen), Cheyne Éditeur, Frankreich, 2006, zweite Ausgabe, 2008, ISBN 978-2-84116-116-4.
- Le Livre de signes et d’ombres (Das Buch der Zeichen und Schatten), Cheyne Éditeur, Frankreich, 2004, ISBN 2-84116-096-3.
- Poemul cu cap de mistreț (Das Gedicht mit Wildschweinkopf), Editura Vinea, Bukarest, 2003.
- Amurgu-i departe, smulge-i rubanul!  (Die Abenddämmerung ist weit entfernt, reiß ihr das Band ab), Bukarest, 2001.

### Gedichte – in andere Sprachen übertragene Gedichtsammlungen
- lettisch – Bārdasnažu asmeņu nams (Das Haus aus Rasierklingen), übersetzt von Dagnija Dreika, Apgāds Daugava, Riga, Lettland, 2011, ISBN 978-9984-41-053-1.
- bulgarisch – Кьща от брьснарски ножчета (Das Haus aus Rasierklingen), übersetzt von Aksinia Mihailova, Bulgarian Foundation for Literature, Sofia, Bulgarien, 2010, ISBN 978-978-954-677-0.[3]
- rumänisch – Dictionarul de semne si trepte (Das Wörterbuch der Zeichen und Stufen), Editura Junimea, Iasi, Rumänien, 2005, ISBN 973-37-1056-3[4]

### Theater
- Marile spirite nu se ocupă niciodată de nimicuri (Die großen Geister beschäftigen sich niemals mit Kleinigkeiten), Editura Muzeul National al Literaturii Române, Bukarest, 2003.
- A venit la mine un centaur... (Ein Zentaur ist zu mir gekommen), META, Bukarest, 2002.